# Voile aux Jeux olympiques d'été de 2004
Navigation
Sydney 2000 Pékin 2008
Cette page rapporte les résultats de la voile aux Jeux olympiques d'été de 2004.

## Lieux des compétitions
Les épreuves de voile se déroulent au Centre olympique de voile d'Agios Kosmas. Il y a onze titres olympiques en jeu sur neuf bateaux différents : trois pour les hommes, trois réservées aux femmes et quatre mixtes.

## Règles
Pour obtenir le score final, on additionne les places obtenues à chaque course, hormis celle où le classement a été le moins bon. Le vainqueur est celui qui a le plus petit nombre de points.

## Tableau des médailles pour la voile
| Rang | Nation          | Or | Argent | Bronze | Total |
| ---- | --------------- | -- | ------ | ------ | ----- |
| 1    | Grande-Bretagne | 2  | 1      | 2      | 5     |
| 2    | Brésil          | 2  | 0      | 0      | 2     |
| 3    | Espagne         | 1  | 2      | 0      | 3     |
| 4    | Autriche        | 1  | 1      | 0      | 2     |
| 4    | États-Unis      | 1  | 1      | 0      | 2     |
| 4    | Grèce           | 1  | 1      | 0      | 2     |
| 7    | France          | 1  | 0      | 1      | 2     |
| 8    | Israël          | 1  | 0      | 0      | 1     |
| 8    | Norvège         | 1  | 0      | 0      | 1     |
| 10   | Ukraine         | 0  | 2      | 0      | 2     |
| 11   | Canada          | 0  | 1      | 0      | 1     |
| 11   | Chine           | 0  | 1      | 0      | 1     |
| 11   | Tchéquie        | 0  | 1      | 0      | 1     |
| 14   | Danemark        | 0  | 0      | 2      | 2     |
| 15   | Argentine       | 0  | 0      | 1      | 1     |
| 15   | Italie          | 0  | 0      | 1      | 1     |
| 15   | Japon           | 0  | 0      | 1      | 1     |
| 15   | Pologne         | 0  | 0      | 1      | 1     |
| 15   | Slovénie        | 0  | 0      | 1      | 1     |
| 15   | Suède           | 0  | 0      | 1      | 1     |

## Voiliers olympiques
Le  Yngling, quillard pour trois équipières, fait ses débuts en 2004.

Europe - Mistral One Design - Laser - Finn - 470 - 49er - Tornado - Yngling - Star

## Planche à voileMistral

### Femmes
| Médaille           | Nom                | Pays   |
| ------------------ | ------------------ | ------ |
| Médaille d'or      | Faustine Merret    | France |
| Médaille d'argent  | Jian Yin           | Chine  |
| Médaille de bronze | Alessandra Sensini | Italie |

- Classement général final (après 11 courses)

1. Faustine Merret (FRA) 31
2. Jian Yin (CHN) 33
3. Alessandra Sensini (ITA) 34
4. Lai Shan Lee (HKG) 42
5. Barbara Kendall (NZL) 58
6. Jessica Crisp (AUS) 74
7. Amelie Lux (GER) 87
8. Blanca Manchon (ESP) 95
9. Natasha Sturges (GBR) 103
10. Olga Maslivets (UKR) 103
11. Jannicke Staalstrom (NOR) 107
12. Zofia Klepacka (POL) 113
13. Lee Korzits (ISR) 117
14. Anja Kaeser (SUI) 121
15. Athina Frai (GRE) 123
16. Lanee Beashel (USA) 126
17. Masako Imai (JPN) 135
18. Sigrid Rondelez (BEL) 148
19. Irina Konstantinova-Bontemps (BUL) 152
20. Vita Matise (LAT) 193
21. Gabriella Hadjidamianou (CYP) 195
22. Catalina Walther (ARG) 208
23. Rosa Irene Campos Perez (MEX) 220
24. Livia Gyorbiro (HUN) 227
25. Carolina Borges (BRA) 229
26. Karla Barrera (PUR) 250

### Hommes
| Médaille           | Nom                   | Pays        |
| ------------------ | --------------------- | ----------- |
| Médaille d'or      | Gal Fridman           | Israël      |
| Médaille d'argent  | Nikolaos Kaklamanakis | Grèce       |
| Médaille de bronze | Nick Dempsey          | Royaume-Uni |

- Classement général (après 11 courses)

1. Gal Fridman (ISR) 42
2. Nikolaos Kaklamanakis (GRE) 52
3. Nick Dempsey (GBR) 53
4. Ricardo Santos (BRA) 54
5. Przemyslaw Miarczynski (POL) 73
6. Joao Rodrigues (POR) 78
7. Yuanguo Zhou (CHN) 84
8. Lars Kleppich (AUS) 84
9. Julien Bontemps (FRA) 89
10. Tom Ashley (NZL) 98
11. Ertugrul Icingir (TUR) 105
12. Ivan Pastor (ESP) 112
13. Andreas Cariolou (CYP) 136
14. Chi Ho Ho (HKG) 138
15. Mariano Reutemann (ARG) 140
16. David Mier y Teran (MEX) 142
17. Maxim Oberemko (UKR) 146
18. I Gusti Made Oka Sulaksana (INA) 167
19. Motokazu Kenjo (JPN) 170
20. Joeri Van Dijk (NED) 177
21. Arun Homraruen (THA) 189
22. Aron Gadorfalvi (HUN) 192
23. Richard Stauffacher (SUI) 222
24. Carlos Julio Flores Perez (VEN) 232
25. Riccardo Giordano (ITA) 234
26. Duck Pil Ok (KOR) 236
27. Peter Wells (USA) 241
28. Vladimir Moiseev (RUS) 252
29. Toni Wilhelm (GER) 260
30. Tom Malina (CZE) 285
31. Angel Segura (URU) 294
32. Veselin Nanev (BUL) 305
33. Foued Ourabi (TUN) 211
34. Martin Lapos (SLK) 309

## Dériveur solitaireEurope(femmes)
| Médaille           | Nom            | Pays               |
| ------------------ | -------------- | ------------------ |
| Médaille d'or      | Siren Sundby   | Norvège            |
| Médaille d'argent  | Lenka Smidova  | République tchèque |
| Médaille de bronze | Signe Livbjerg | Danemark           |

- Classement général final (après 11 courses)

1. Siren Sundby (NOR) 47
2. Lenka Smidova (CZE) 65
3. Signe Livbjerg (DEN) 74
4. Sarah Blanck (AUS) 75
5. Sari Multala (FIN) 85
6. Serena Amato (ARG) 86
7. Xiaoying Shen (CHN) 88
8. Sarah Macky (NZL) 91
9. Viryinía Kravarióti (GRE) 94
10. Petra Niemann (GER) 96
11. Blandine Rouille (FRA) 97
12. Tania Elias Calles Wolf (MEX) 98
13. Neus Garriga (ESP) 108
14. Meg Galliard (USA) 113
15. Min Dezillie (BEL) 133
16. Larissa Nevierov (ITA) 144
17. Teja Cerne (SLO) 145
18. Maria Coleman (IRL) 147
19. Carolijn Brouwer (NED) 151
20. Tatiana Drozdovskaya (BLR) 152
21. Monika Bronicka (POL) 162
22. Joana Pratas (POR) 169
23. Laura Baldwin (GBR) 178
24. Maiko Sato (JPN) 192
25. Natalia Ivanova (RUS) 204

## Dériveur solitaireFinn(hommes)
| Médaille           | Nom                   | Pays        |
| ------------------ | --------------------- | ----------- |
| Médaille d'or      | Ben Ainslie           | Royaume-Uni |
| Médaille d'argent  | Rafael Trujillo       | Espagne     |
| Médaille de bronze | Mateusz Kusznierewicz | Pologne     |

- Classement général final (après 11 courses)

1. Ben Ainslie (GBR) 38
2. Rafael Trujillo (ESP) 51
3. Mateusz Kusznierewicz (POL) 53
4. Karlo Kuret (CRO) 61
5. Aimilios Papathanasiou (GRE) 72,4
6. Anthony Nossiter (AUS) 93
7. Sébastien Godefroid (BEL) 96
8. Guillaume Florent (FRA) 96
9. Jonas Hoegh Christensen (DEN) 105
10. Joao Signorini (BRA) 113
11. Kevin Hall (USA) 115
12. David Burrows (IRL) 116
13. Dean Barker (NZL) 117
14. Daniel Birgmark (SWE) 118
15. Michael Maier (CZE) 120
16. Ali Enver Adakan (TUR) 124
17. Michael Fellmann (GER) 127
18. Richard Clarke (CAN) 134
19. Jaap Zielhuis (NED) 136
20. Gasper Vincec (SLO) 151
21. Vladimir Krutskikh (RUS) 173
22. Alejandro Colla (ARG) 174
23. Balazs Hajdu (HUN) 183
24. Michele Marchesini (ITA) 201
25. Imre Taveter (EST) 221

## Dériveur solitaire openLaser(mixte)
| Médaille           | Nom              | Pays     |
| ------------------ | ---------------- | -------- |
| Médaille d'or      | Robert Scheidt   | Brésil   |
| Médaille d'argent  | Andreas Geritzer | Autriche |
| Médaille de bronze | Vasilij Žbogar   | Slovénie |

- Classement général final (après 11 courses)

1. Robert Scheidt (BRA) 55
2. Andreas Geritzer (AUT) 68
3. Vasilij Zbogar (SLO) 76
4. Paul Goodison (GBR) 81
5. Gustavo Lima (POR) 88
6. Karl Suneson (SWE) 104
7. Hamish Pepper (NZL) 108,3
8. Mark Mendelblatt (USA) 111
9. Michael Blackburn (AUS) 112
10. Luis Martínez (ESP) 120
11. Maciej Grabowski (POL) 125
12. Diego Emilio Romero (ARG) 134
13. Diego Negri (ITA) 139
14. Mate Arapovic (CRO) 139
15. Félix Pruvot (FRA) 143
16. Evangelos Chimonas (GRE) 155
17. Gareth Blanckenberg (RSA) 156
18. Philippe Bergmans (BEL) 159
19. Roope Suomalainen (FIN) 160
20. Allan Julie (SEY) 166
21. Peer Moberg (NOR) 198
22. Anders Nyholm (DEN) 203
23. Matias Del Solar (CHI) 216
24. Kevin Lim (MAS) 220
25. Martin Trcka (CZE) 231
26. Maxim Semerkhanov (RUS) 235
27. Giedrius Guzys (LTU) 239
28. Haris Papadopoulos (CYP) 244
29. Bernard Luttmer (CAN) 245
30. Rory Fitzpatrick (IRL) 248
31. Qiang Chi (CHN) 251
32. Kim Ho-kon (KOR) 255
33. Kemal Muslubas (TUR) 256
34. Alejandro Foglia (URU) 277
35. Kunio Suzuki (JPN) 281
36. Yuriy Orlov (UKR) 314
37. Stanley Tan Kheng Siong(SIN) 322
38. Augusto Nicolini (PER) 329
39. Mario Aquilina (MLT) 339
40. Hafsteinn Geirsson (ISL) 344
41. Timothy Pitts (ISV) 381
42. Sami Kooheji (BRN) 384

## Dériveur double470

### Femmes
| Médaille           | Noms                                    | Pays    |
| ------------------ | --------------------------------------- | ------- |
| Médaille d'or      | Sofía Bekatórou - Emilía Tsoúlfa        | Grèce   |
| Médaille d'argent  | Natalia Via Dufresne - Sandra Azon      | Espagne |
| Médaille de bronze | Therese Torgersson - Vendela Zachrisson | Suède   |

- Classement général final (après 11 courses)

1. Sofía Bekatórou - Emilía Tsoúlfa (GRE) 38
2. Natalia Via Dufresne - Sandra Azon (ESP) 62
3. Therese Torgersson - Vendela Zachrisson (SWE) 63
4. Vesna Dekleva - Klara Maucec (SLO) 65
5. Katie Mcdowell - Isabelle Kinsolving (USA) 84
6. Susanne Ward - Michaela Meehan (DEN) 89
7. Christina Bassadone - Katherine Hopson (GBR) 91
8. Vlada Ilienko - Natalia Gaponovich (RUS) 94
9. Lisa Westerhof - Margriet Matthijsse (NED) 100
10. Ingrid Petitjean - Nadege Douroux (FRA) 100
11. Yuka Yoshisako - Mitsuko Satake (JPN) 101
12. Maria Fernanda Sesto - Paula Reinoso (ARG) 102
13. Jen Provan - Nikola Girke (CAN) 103
14. Jenny Armstrong - Belinda Stowell (AUS) 108
15. Stefanie Rothweiler - Monika Leu (GER) 109
16. Shelley Hesson - Linda Dickson (NZL) 118
17. Fernanda Oliveira - Adriana Kostiw (BRA) 119
18. Nike Kornecki - Vered Buskila (ISR) 122
19. Marta Weores - Anna Payr (HUN) 128
20. Elisabetta Saccheggiani - Myriam Cutolo (ITA) 141

### Hommes
| Médaille           | Noms                           | Pays        |
| ------------------ | ------------------------------ | ----------- |
| Médaille d'or      | Paul Foerster - Kevin Burnham  | États-Unis  |
| Médaille d'argent  | Nick Rogers - Joe Glanfield    | Royaume-Uni |
| Médaille de bronze | Kazuto Seki - Kenjiro Todoroki | Japon       |

- Classement général final (après 11 courses)

1. Paul Foerster - Kevin Burnham (USA) 71
2. Nick Rogers - Joe Glanfield (GBR) 74
3. Kazuto Seki - Kenjiro Todoroki (JPN) 90
4. Johan Molund - Martin Andersson (SWE) 94
5. Gildas Philippe - Nicolas Le Berre (FRA) 97
6. Sven Coster - Kalle Coster (NED) 101
7. Alvaro Marinho - Miguel Nunes (POR) 103
8. Alexandre Paradeda - Bernardo Arndt (BRA) 104
9. Eugen Braslavets - Igor Matvienko (UKR) 106
10. Gabrio Zandona - Andrea Trani (ITA) 109
11. Lucas Zellmer - Felix Krabbe (GER) 114
12. Nathan Wilmot - Malcolm Page (AUS) 119
13. Javier Conte - Juan De la Fuente (ARG) 121
14. Tomaz Copi - Davor Glavina (SLO) 126
15. Gideon Kliger - Udi Gal (ISR) 128
16. Gerald Owens - Ross Killian (IRL) 129
17. Dmitry Berezkin - Mikhail Krutikov (RUS) 132
18. Andreas Kosmatopoulos - Konstantinos Trigkonis (GRE) 132
19. Tomislav Basic - Petar Cupac (CRO) 136
20. Gustavo Martinez - Dimas Wood (ESP) 138
21. Tomasz Stanczyk - Tomasz Jakubiak (POL) 157
22. Lukas Erni - Simon Bruegger (SUI) 163
23. Daeyoung Kim - Sung Ahn Jung (KOR) 171
24. Selim Kakis - Hasan Kaan Ozgonenc (TUR) 174
25. Kristian Skjoedt Kjaergaard - Mads Moeller (DEN) 191
26. Andrew Brown - Jamie Hunt (NZL) 200
27. Peter Czegai - Csaba Cserep (HUN) 228

## Dériveur double49er(mixte)
| Médaille           | Noms                             | Pays        |
| ------------------ | -------------------------------- | ----------- |
| Médaille d'or      | Iker Martínez - Xabier Fernández | Espagne     |
| Médaille d'argent  | Rodion Luka - George Leonchuk    | Ukraine     |
| Médaille de bronze | Chris Draper - Simon Hiscocks    | Royaume-Uni |

- Classement général final (après 16 épreuves)

1. Iker Martínez - Xavier Fernandez (ESP) 67
2. Rodion Luka - George Leonchuk (UKR) 72
3. Chris Draper - Simon Hiscocks (GBR) 77
4. Christoffer Sundby - Frode Bovim (NOR) 88
5. Tim Wadlow - Pete Spaulding (USA) 92
6. Andre Fonseca - Rodrigo Duarte (BRA) 104
7. Chris Nicholson - Gary Boyd (AUS) 105
8. Thomas Johanson - Jukka Piirainen (FIN) 111
9. Marcus Baur - Max Groy (GER) 116
10. Nico Delle-Karth - Nikolaus Resch (AUT) 122
11. Marc Audineau - Stéphane Christidis (FRA) 130
12. Christopher Rast - Christian Steiger (SUI) 137
13. Michael Hestbaek - Dennis Dengsoe Andersen (DEN) 138
14. Piero Sibello - Gianfranco Sibello (ITA) 138
15. Kenji Nakamura - Masato Takaki (JPN) 146
16. Tom Fitzpatrick - Fraser Brown (IRL) 152
17. Athanasios Pachoumas - Vasileios Portosalte (GRE) 181,4
18. Marcin Czajkowski - Krzysztof Kierkowski (POL) 190
19. Malav Shroff - Sumeet Patel (IND) 253

## Catamaran openTornado(mixte)
| Médaille           | Noms                                 | Pays       |
| ------------------ | ------------------------------------ | ---------- |
| Médaille d'or      | Roman Hagara - Hans-Peter Steinacher | Autriche   |
| Médaille d'argent  | John Lovell - Charlie Ogletree       | États-Unis |
| Médaille de bronze | Santiago Lange - Carlos Espínola     | Argentine  |

- Classement général final (après 11 courses)

1. Roman Hagara - Hans Peter Steinacher (AUT) 34
2. John Lovell - Charlie Ogletree (USA) 45
3. Santiago Lange - Carlos Espinola (ARG) 54
4. Olivier Backes - Laurent Voiron (FRA) 57
5. Mitch Booth - Herbert Dercksen (NED) 61
6. Darren Bundock - John Forbes (AUS) 62
7. Enrique Figueroa - Jorge Hernandez (PUR) 72
8. Fernando Echavarri - Anton Paz (ESP) 74,8
9. Andrey Kirilyuk - Valery Ushkov (RUS) 76
10. Francesco Marcolini - Edoardo Bianchi (ITA) 78
11. Roland Gaebler - Gunnar Struckmann (GER) 94
12. Iordanis Paschalidis - Christos Garefis (GRE) 95
13. Leigh Mcmillan - Mark Bulkeley (GBR) 112
14. Martin Strandberg - Kristian Mattsson (SWE) 113
15. Oskar Johansson - John Curtis (CAN) 114
16. Diogo Cayolla - Nuno Barreto (POR) 122
17. Maurico Santa Cruz Oliveira - Joao Carlos Jordao (BRA) 155

## Quillard deux équipiersStar(hommes)
| Médaille           | Noms                            | Pays   |
| ------------------ | ------------------------------- | ------ |
| Médaille d'or      | Torben Grael - Marcelo Ferreira | Brésil |
| Médaille d'argent  | Ross MacDonald - Mike Wolfs     | Canada |
| Médaille de bronze | Xavier Rohart - Pascal Rambeau  | France |

- Classement général final (après 11 courses)

1. Torben Grael - Marcelo Ferreira (BRA) 42
2. Ross Macdonald - Mike Wolfs (CAN) 51,2
3. Xavier Rohart - Pascal Rambeau (FRA) 54
4. Flavio Marazzi - Enrico De Maria (SUI) 70
5. Paul Cayard - Phil Trinter (USA) 71
6. Iain Percy - Steve Mitchell (GBR) 73
7. Francesco Bruni - Guido Vigna (ITA) 75
8. Peter Bromby - Lee White (BER) 82
9. Nicklas Holm - Claus Olesen (DEN) 83
10. Roberto Bermudez - Pablo Arrarte (ESP) 85
11. Leonidas Pelekanakis - Georgios Kontogouris (GRE) 86
12. Fredrik Loof - Anders Ekstrom (SWE) 96
13. Hans Spitzauer - Andreas Hanakamp (AUT) 97
14. Mark Neeleman - Peter Van Niekerk (NED) 98
15. Colin Beashel - David Giles (AUS) 98
16. Alexander Hagen - Jochen Wolfram (GER) 110
17. Mark Mansfield - Killian Collins (IRL) 125

## QuillardYngling(femmes)
| Médaille           | Noms                                                  | Pays        |
| ------------------ | ----------------------------------------------------- | ----------- |
| Médaille d'or      | Shirley Robertson - Sarah Webb - Sarah Ayton          | Royaume-Uni |
| Médaille d'argent  | Ruslana Taran - Ganna Kalinina - Svitlana Matevusheva | Ukraine     |
| Médaille de bronze | Dorte O. Jensen - Helle Jespersen - Christina Otzen   | Danemark    |

- Classement général final (après 11 courses)

1. Shirley Robertson - Sarah Webb - Sarah Ayton (GBR) 39
2. Ruslana Taran - Ganna Kalinina - Svitlana Matevusheva (UKR) 50
3. Dorte O. Jensen - Helle Jespersen - Christina Otzen (DEN) 54
4. Annelies Thies - Annemieke Bes - Petronella De Jong (NED) 56
5. Anne Le Halley - Elodie Lesaffre - Marion Deplanque (FRA) 57
6. Kristin Wagner - Anna Hoell - Veronika Lochbrunner (GER) 76
7. Sharon Ferris - Joanna White - Kylie Jameson (NZL) 77
8. Ekaterina Skudina - Tatiana Lartseva - Diana Krutskikh (RUS) 79
9. Karianne Eikeland - Beate Kristiansen - Lise Birgitte Fredriksen (NOR) 85
10. Carol Cronin - Liz Filter - Nancy Haberland (USA) 86
11. Aikaterini Giakoumidou - Eleni Dimitrakopoulou - Eftychia Mantzaraki (GRE) 86
12. Monica Azon - Graciela Pisonero - Marina Sanchez (ESP) 86
13. Nicky Bethwaite - Karyn Gojnich - Kristen Kosmala (AUS) 92
14. Giulia Conti - Alessandra Marenzi - Angela Baroni (ITA) 106
15. Paula Lewin - Peta Lewin - Christine Patton (BER) 108
16. Lisa Ross - Chantal Leger - Deirdre Crampton (CAN) 116